# مولدو تو
مولدو تو (به لاتین: Moldo Too) یک رشته‌کوه و کوه در قرقیزستان است که در استان نارین واقع شده‌است. مولدو تو ۴٬۱۸۵ متر بالاتر از سطح دریا واقع شده‌است.